# Port lotniczy Kenai Municipal
Port lotniczy Kenai Municipal,  Kenai Municipal Airport (kod IATA: ENA, kod ICAO: PAEN, FAA LID: ENA) – publiczny amerykański port lotniczy obsługujący miasto Kenai w stanie Alaska, w obszarze Kenai Peninsula, leży około 3 km na północny zachód od centrum. Jest 6. lotniskiem Alaski co do liczby obsłużonych pasażerów (2007).
W 12-miesięcznym okresie kończącym się 31 marca 2006 na lotnisku wykonano 74 321 operacje lotnicze, daje to średnio 203 operacji dziennie. 46% operacji było lotami air taxi, 44% – general aviation, 9% to loty wojskowe, pozostałe 1% – loty prywatne. W 2008 wykonano 74 782 operacji (204 dziennie).
Z lotniska w 2008 w lotach rozkładowych skorzystało 96 565 pasażerów, co było wzrostem o 1,9% w porównaniu z rokiem poprzednim, kiedy odprawiono 94 720, w 2006 było to 93 246 osób.
Port lotniczy zajmuje teren 486 ha na wysokości 30 m n.p.m. Posiada 3 pasy startowe, główny ma wymiary 2312 × 46 m i wykonany jest z asfaltu, drugi pas (610 × 18 m) przeznaczony jest dla awionetek, ostatni przeznaczony jest do wodowania hydroplanów.

## Linie lotnicze i połączenia
- Frontier Alaska (Anchorage)[4]
- Grant Aviation (Anchorage)[5]